# 白马湖镇
白马湖镇，是中华人民共和国山東省德州市夏津县下辖的一个乡镇级行政单位。

## 行政区划
白马湖镇下辖以下地区：
白马湖社区、崔楼社区、梅庄社区、祁屯社区、九营社区、三箭口社区、三店社区、杜马堤社区、梁庄社区、韩桥村、白辛庄村、白坡高庄村、前陈庄村、崔庄村、枣林村、花园村、白庄村和师堤村。